# Astroblepus
Astroblepus és un gènere de peixos de la família dels astroblèpids i de l'ordre dels siluriformes que es troba als Andes i Panamà.
Poden viure fins als 3.500 m d'altitud

## Taxonomia
- Astroblepus boulengeri (Regan, 1904)[4]
- Astroblepus brachycephalus (Günther, 1859)[5]
- Astroblepus caquetae (Fowler, 1943)[6]
- Astroblepus chapmani (Eigenmann, 1912)[7]
- Astroblepus chimborazoi (Fowler, 1915)[8]
- Astroblepus chotae (Regan, 1904)[4]
- Astroblepus cirratus (Regan, 1912)[9]
- Astroblepus cyclopus (Humboldt, 1805)[10][11]
- Astroblepus eigenmanni (Regan, 1904)[4]
- Astroblepus festae (Boulenger, 1898)[12]
- Astroblepus fissidens (Regan, 1904)[4]
- Astroblepus formosus (Fowler, 1945)[13]
- Astroblepus frenatus (C. H. Eigenmann, 1918)[14]
- Astroblepus grixalvii (Humboldt, 1805)[15]
- Astroblepus guentheri (Boulenger, 1887)[16]
- Astroblepus heterodon (Regan, 1908)[17]
- Astroblepus homodon (Regan, 1904)[4]
- Astroblepus jurubidae (Fowler, 1944)
- Astroblepus labialis (Pearson, 1937)[18]
- Astroblepus latidens (C. H. Eigenmann, 1918)[14]
- Astroblepus longiceps (Pearson, 1924)[19]
- Astroblepus longifilis (Steindachner, 1882)[20]
- Astroblepus mancoi (Eigenmann, 1928)[21]
- Astroblepus mariae (Fowler, 1919)[22]
- Astroblepus marmoratus (Regan, 1904)[4]
- Astroblepus micrescens (C. H. Eigenmann, 1918)[14]
- Astroblepus mindoense (Regan, 1916)[23]
- Astroblepus nicefori (Myers, 1932)[24]
- Astroblepus orientalis (Boulenger, 1903)[25]
- Astroblepus peruanus (Steindachner, 1877)[26]
- Astroblepus phelpsi (Schultz, 1944)[27]
- Astroblepus pholeter (Collette, 1962)[28]
- Astroblepus pirrensis (Meek & Hildebrand, 1913)[29]
- Astroblepus praeliorum (Allen, 1942)[30]
- Astroblepus prenadillus (Valenciennes, 1840)[31]
- Astroblepus regani (Pellegrin, 1909)[32]
- Astroblepus rengifoi (Dahl, 1960)[33]
- Astroblepus retropinnus (Regan, 1908)[17]
- Astroblepus riberae (Cardona & Guerao, 1994)[34]
- Astroblepus rosei (Eigenmann, 1922)[35]
- Astroblepus sabalo (Valenciennes, 1840)[36]
- Astroblepus santanderensis (C. H. Eigenmann, 1918)[14]
- Astroblepus simonsii (Regan, 1904)[4]
- Astroblepus stuebeli (Wandolleck, 1916)[37]
- Astroblepus supramollis (Pearson, 1937)[18]
- Astroblepus taczanowskii (Boulenger, 1890)[38]
- Astroblepus theresiae (Steindachner, 1907)[39]
- Astroblepus trifasciatus (Eigenmann, 1912)[40]
- Astroblepus ubidiai (Pellegrin, 1931)[41]
- Astroblepus unifasciatus (Eigenmann, 1912)[42]
- Astroblepus vaillanti (Regan, 1904)[4]
- Astroblepus vanceae (Eigenmann, 1913)[43]
- Astroblepus ventralis (Eigenmann, 1912)[7]
- Astroblepus whymperi (Boulenger, 1890)[38][44][45][46][47][48][49][50][51]